# Horqueta (Paraguai)
Horqueta é uma cidade do Paraguai, no Departamento Concepción. Situa-se a 50 km de Concepción. Possui uma população de  60 690 habitantes. Sua economia é baseada na agricultura.

## Etimologia
O nome se dá por conta da posição da cidade, em uma trifurcação de estradas de nome guarani "Tape Horqueta".

## Geografia

### Clima
No verão as temperaturas podem chegar até aos 40°C, e no inverno as temperaturas podem cair até -2°C. A média é 20°C. O período de chuvas vai de novembro a janeiro, enquanto os meses mais secos vão de junho a setembro. Segundo a classificação climática de Köppen, o clima de Horqueta pode ser classificado como savana tropical (Aw).

## Economia
A economia da cidades está voltada para a agricultura, sendo importante produtora de algodão, feijão, mandioca e milho. Existem processadores de erva-mate, além de extração de madeira, indústrias de petróleo e algodão.

## Transporte
O município de Horqueta é servido pela rodovia Ruta 05, que liga a cidade a localidade de Pozo Colorado - zona rural do municípío de Villa Hayes (Departamento de Presidente Hayes) -  e cidade de Ponta Porã (Brasil) - ligação com a rodovia BR-463 possuí caminho em rípio ligando o município as cidades de Loreto e Paso Barreto.